# Бурада Мірча
Мі́рча Євге́н Бура́да (рум. Mircea Eugen Burada; 22 червня 1946 — 3 жовтня 2023) — румунський письменник і сценарист.

## Життєпис
Народився 22 червня 1946 року в Бухаресті.
Закінчив енергетичний факультет Політехнічного університету Бухареста.
У 1979 році, разом зі своїм другом Вінтілою Корбулем, оселився у Франції.
Живе в Парижі.

## Творчість
- роман «Смерть і апельсини в Палермо» (1966, у співавторстві з Вінтілою Корбулем)
- роман «Попіл і орхідеї в Нью-Йорку» (1968, у співавторстві з Вінтілою Корбулем)
- роман «Ураган над Європою» (у співавторстві з Вінтілою Корбулем)
- роман «Люди в ролс-ройсі» (1979, у співавторстві з Вінтілою Корбулем)
- роман «Жах приходить звідусіль» (у співавторстві з Вінтілою Корбулем)
- роман «Роксолана і Сулейман» (у співавторстві з Вінтілою Корбулем)
- роман «Шлях герцогині» (у співавторстві з Вінтілою Корбулем)
- роман «Плач, плач балалайка» (у співавторстві з Вінтілою Корбулем)
- сценарій до фільму «Комісар поліції звинувачує» (1974, у співавторстві з Вінтілою Корбулем),
- сценарій до фільму «Реванш» (1978, у співавторстві з Вінтілою Корбулем)
- сценарій до фільму «Дядько Марін — мільярдер» (1979, у співавторстві з Вінтілою Корбулем та Амзою Пелля)
- сценарій до фільму «Дуель» (1981, у співавторстві з Вінтілою Корбулем)